# Diözese Blackburn

Wappen der Diözese

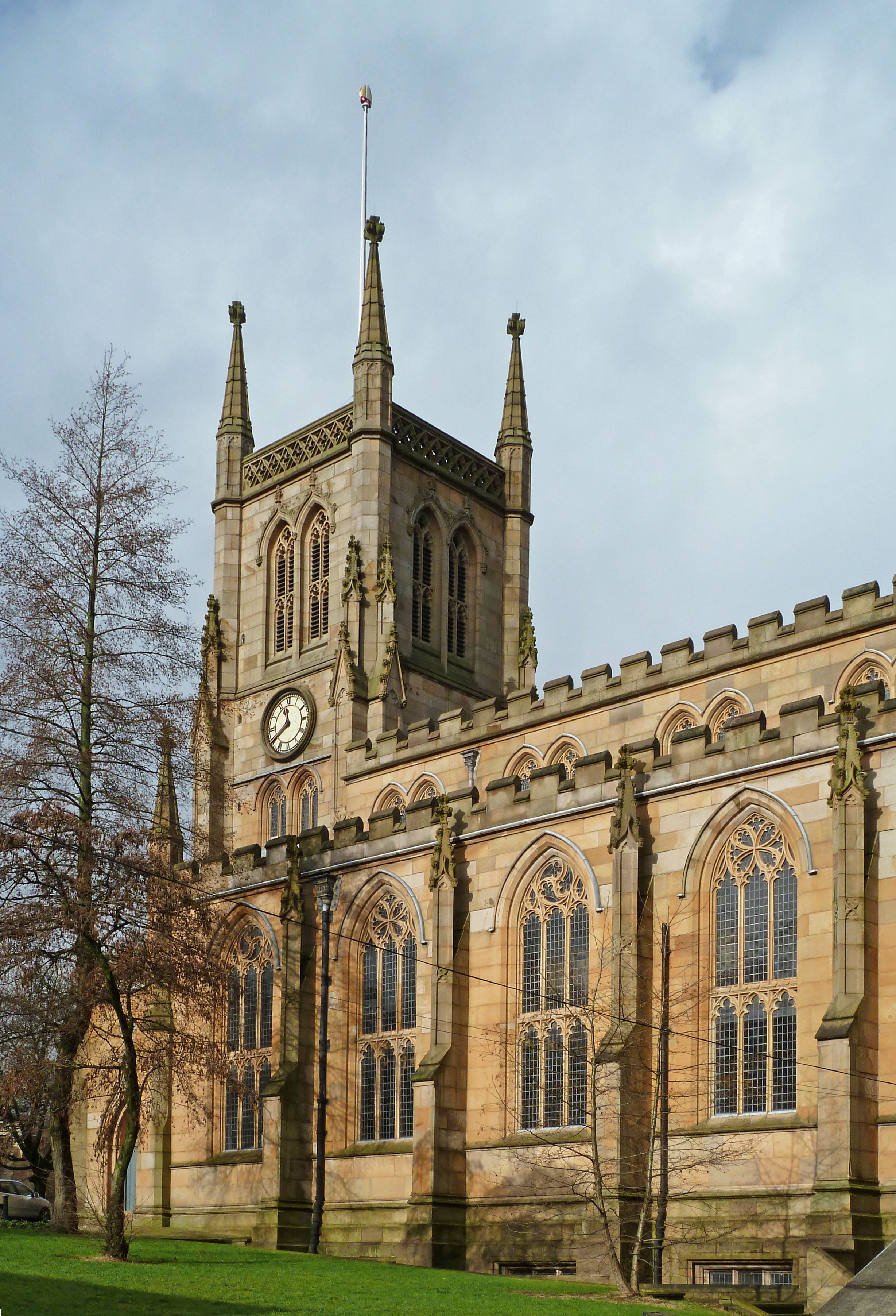
Blackburn Cathedral

Das Bistum Blackburn (lat.: Dioecesis Blackburnensis) ist eine anglikanische Diözese in der Kirchenprovinz York der Church of England mit Sitz in Blackburn. Das Territorium umfasst Lancashire (ohne West Lancashire und einen Teil des Ribble Valley). Bischofssitz ist die Kathedrale von Blackburn.

## Geschichte
Die Diözese Blackburn wurde am 12. November 1926 von der Diözese Manchester abgetrennt. Erster Bischof war Percy Herbert.
Schon seit 1901 gab es einen Suffraganbischof in Burnley. Der Titel ging auf die neue Diözese Blackburn über. 1936 wurde ein weiterer Titel geschaffen und nach der Stadt Lancaster benannt.